# Palazzo Skanderbeg

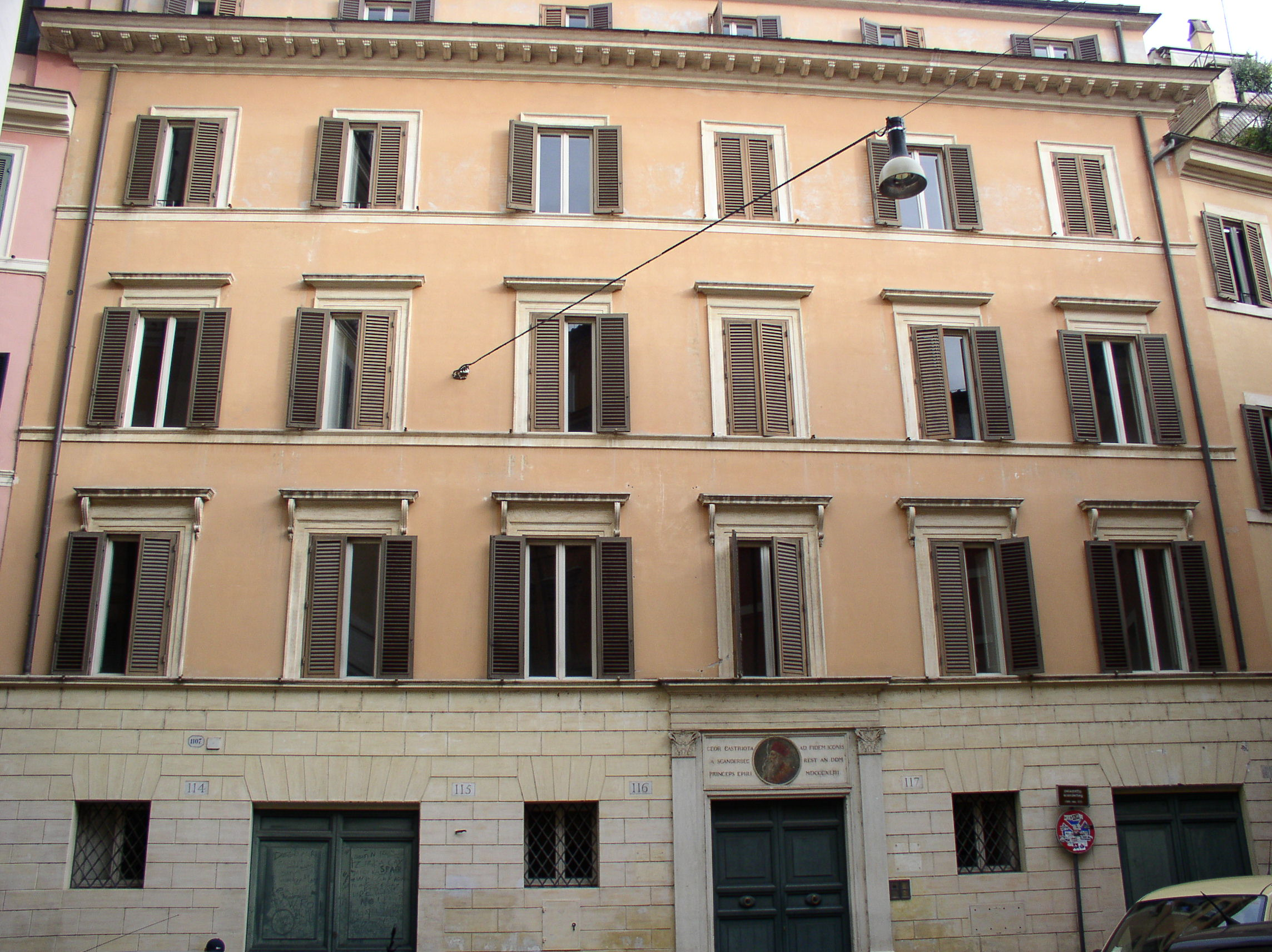
Palazzo Skanderbeg

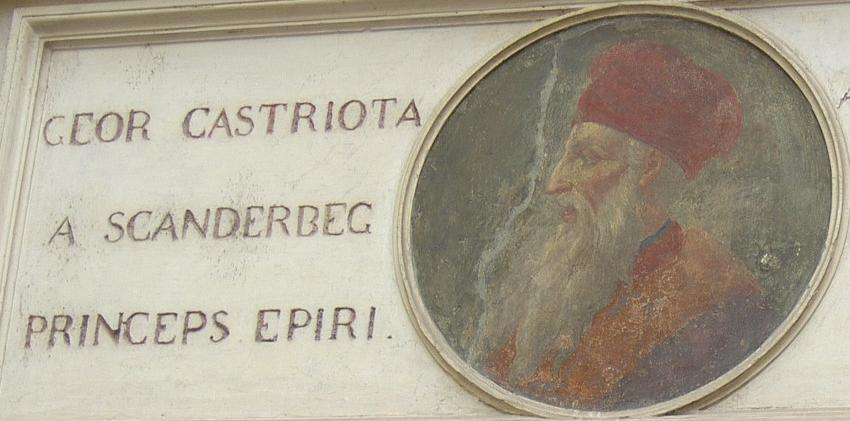
Bildnis von Skanderbeg an der Piazza Skanderbeg in Rom

Der Palazzo Skanderbeg ist ein Palast in Rom.
Der Palast befindet sich an der Piazza Scanderbeg. Der Name des Palastes stammt von dem albanischen Nationalhelden Skanderbeg. Im Palast befindet sich gegenwärtig das 1992 gegründete Museo Nazionale delle Paste Alimentari. Gezeigt wird die Geschichte der Pasta, alte und neue Maschinen für ihre Herstellung, Nudeln in Kunst und Literatur sowie weitere Themen, die mit Pasta zusammenhängen. Ferner gibt es Informationen über die verschiedenen Weizensorten, über deren Nährwert und Gesundheitswert sowie über die Bedeutung von Nudeln in der Welt.